# コートニー・ホース
コートニー・ポール・ダンカン・ホース（英語: Cortney Paul Duncan Hause、1995年7月16日 - ）は、イングランドとバミューダ諸島のサッカー選手。元イングランド代表。ポジションはDF。

## クラブ歴
地元のレイク・ヴューFCでサッカーを始め、ウェストハム・ユナイテッドFCの下部組織に長く在籍したが、16歳の時に放出された。その後2011年末にチームメイトであったチャーリー・アダムスとともにバーミンガム・シティFCの下部組織に加入した。
2012年2月にウィコム・ワンダラーズFCの下部組織に移籍したため、バーミンガム・シティの下部組織には僅か数ヶ月の在籍となった。同年7月にウィコム・ワンダラーズとプロ契約を締結。11月3日にはFAカップでプロ初出場を記録した。2013-14シーズンにはフットボールリーグ2でレギュラーを取ったが、11月に足首を骨折した。
2014年1月31日、フットボールリーグ1に所属するウルヴァーハンプトン・ワンダラーズFCに2年半契約で完全移籍、なお移籍金は明らかになっていない。このシーズンにクラブはフットボールリーグ・チャンピオンシップに昇格したが、彼は在籍半年での出場はなかった。同年7月にフットボールリーグ1のジリンガムFCに2015年1月までの期間で期限付き移籍。8月19日に移籍後初得点を記録した。契約は1月までであったが、11月にウルブスに呼び戻された。
12月13日にウルブスでの初出場を記録。リチャード・ステアマンがフラムFCに移籍すると、レギュラーとして起用されるようになった。しかし2015年10月24日の試合でハムストリングスを負傷し6週間以上の離脱となった。2016年12月10日にウルブスでの初得点を記録した。2018年4月には2021年夏までの3年契約を新たに締結した。
2019年1月7日にフットボールリーグ・チャンピオンシップのアストン・ヴィラFCに買取オプションつきで半年の期限付き移籍。同月12日に移籍後初出場、3月13日に移籍後初得点を記録した。6月17日にプレミアリーグに昇格したアストン・ヴィラは彼を買い取った事を発表
。移籍金は推定300万ポンド。

## 代表歴
U-20代表、U-21代表としての出場歴があり、第44回トゥーロン国際大会では優勝している。

## 個人
彼のミドルネームは母親の好きなポール・ウェラーとダンカン・ファーガソンから取られている。またバミューダ諸島にルーツがある。
サッカー以外ではコルツ（Korts）の名でラッパーとしての一面を見せている。